# Acanthopagrus schlegelii schlegelii
Acanthopagrus schlegelii schlegelii es una especie de peces de la familia Sparidae en el orden de los Perciformes.

## Morfología
• Los machos pueden llegar alcanzar los 50 cm de longitud total.

## Reproducción
Se reproduce en la primavera y el verano.

## Alimentación
Come moluscos y poliquetos.

## Distribución geográfica
Se encuentra en las costas del noroeste del Pacífico (desde el sur de Hokkaido hasta el sur de Corea, Taiwán, las costas centrales y septentrionales de República Popular China ).